# Comptable professionnel agréé
 (août 2015).
 (juillet 2010).
Si vous disposez d'ouvrages ou d'articles de référence ou si vous connaissez des sites web de qualité traitant du thème abordé ici, merci de compléter l'article en donnant les références utiles à sa vérifiabilité et en les liant à la section « Notes et références ».
Comptable professionnel agréé (CPA) est un titre professionnel, notamment au Québec, désignant les experts-comptables reconnus par les associations professionnelles de la province.
Ce titre professionnel est le résultat de l’unification de trois titres professionnels qui ont existé précédemment:
- Comptable agréé (CA)
- Comptable général licencié (CGA)
- Comptable en management accrédité (CMA)

## L’expertise comptable professionnel agrée
L'expertise comptable englobe plusieurs activités, dont la tenue, le contrôle, la surveillance ou le redressement de la comptabilité d'une Entreprise ou d'une une entité juridique. L'une des missions à réaliser dans ce métier consiste à établir les comptes des entreprises et a consolider les comptes annuels des groupes de sociétés. 
Parmi ces services comprennent: 
- la prestation de services de comptabilité qui comportent des travaux de synthèse ou d’analyse, des conseils, de la consultation ou des travaux d’interprétation.
- les missions de compilation.
- les services de certification, notamment les missions de vérification et d’examen ainsi que les rapports dérivés.
- les services en matière de fiscalité.
- les services en matière de juricomptabilité.
- les services de planification financière.

En plus de l’expertise comptable, les CA offrent une gamme complète de conseils et de services pour les organisations et les particuliers :
- les conseils en matière de gestion.
- les services ayant trait à l’insolvabilité.
- le traitement de l’information.
- l’administration du bien d’autrui.
- les conseils en technologies de l’information.
- le courtage d’affaires.
- la liquidation testamentaire et l’administration de successions.
- la consultation en matière d’assurance.
- l’évaluation.
- la préparation de déclarations fiscales et autres déclarations ou documents statutaires personnels.
- la tenue de livres.

## Cheminement
Pour décrocher leur titre au Québec, les comptables agréés doivent compléter le Programme de formation professionnelle de l’Ordre des comptables agréés du Québec ou une formation universitaire de deuxième cycle, et effectuer un stage de deux ans au sein d’une organisation maître de stage dûment accréditée. Ils doivent aussi réussir l’Examen final commun pancanadien des comptables agréés (EFC). Pour de plus amples renseignements, consulter les étapes pour devenir CPA au Québec

## Ordre professionnel
Tous les CPA du Québec sont membres de l’Ordre des comptables professionnels agréés, organisme dont la mission première est de protéger le public en exerçant un contrôle sur l’admission et la compétence de ses membres. Une fois admis au sein de la profession, les CPA sont tenus de garder à jour leurs connaissances et leurs compétences tout au long de leur carrière et d’exercer la profession en respectant les dispositions du Code des professions, de la Loi sur les comptables agréés, du Code de déontologie des comptables agréés et de nombreux autres règlements.
En fait, chaque province possède son propre ordre ou institut de comptables professionnels agréés qui, dans l'ensemble, joue le même rôle auprès de leurs membres que l'Ordre des CPA du Québec. L’Ordre du Québec collabore étroitement avec les autres ordres provinciaux, notamment dans le cadre des accords de réciprocité. Ainsi les CPA peuvent conserver leur titre et les privilèges qui y sont rattachés en s'inscrivant simplement auprès de l'ordre provincial concerné lorsqu’ils se déplacent d’une province à l’autre.
Les trois ordres comptables québécois (CA, CGA, CMA) ont annoncé le 4 octobre 2011 par voie d'un communiqué conjoint qu’ils avaient donné à l’Office des professions du Québec un avis favorable à l'unification de la profession comptable au Québec.
Le 28 mars 2012, le ministre de la Justice et ministre responsable de l’application des lois professionnelles du Québec, Jean-Marc Fournier, a déposé à l’Assemblée nationale le projet de loi no 61, Loi sur les comptables professionnels agréés. Ce projet de loi témoigne de la volonté du gouvernement de regrouper au sein d’un seul ordre les membres des trois ordres comptables. Voici donc une nouvelle étape vers la formation du futur ordre qui réunira les quelque 41 000 comptables professionnels agréés du Québec, formant ainsi le troisième ordre professionnel en importance au Québec.

## Le CPA à l’international
Les CPA sont à l’œuvre dans plus de 100 pays dont l’Angleterre, les États-Unis, la France et le Japon. L’Institut Canadien des Comptables agréés (ICCA) s’est joint à huit des plus importants organismes comptables mondiaux pour créer la Global Accounting Alliance (GAA) qui représente plus de 750 000 comptables professionnels dans le monde.

## Professionnels formés à l’étranger
L'Ordre des comptables professionnels agréés du Québec a signé des ententes de réciprocité avec des organismes comptables dans plusieurs pays dans le monde.

## Liste des organismes comptables désignés
- The South African. Institute of Chartered Accountants (SAICA);
- The Institute of Chartered Accountants in Australie (ICAA);
- L’Institut des Reviseurs d’Entreprises de Belgique (IRE);
- Le Conseil Supérieur de l’Ordre des Experts-Comptables de France (OEC);
- L’Instituto Mexicanos de Contador es Publico (IMCP);
- The Hong Kong Institute of Certifie Public Accountants (HKICPA);
- The Japanese Institute of Certifie Public Accountants (JICPA);
- The Institute of Chartered Accountants in Ireland (ICAI);
- The Institute of Chartered Accountants of New zealand (ICANZ);
- The Nederland Institut van Registre Accountants (NIRA);
- The Institute of Chartered Accountants in England and Wales (ICAEW);
- The Institute of Chartered Accountants in Scotland (ICAS);
- The American Institute of Certifie Public Accountants (AICPA).

Il faut avoir réussi le ou les examens d’admission de l’AICPA et le State Board concerné doit avoir adopté des dispositions de réciprocité visant à permettre aux CPA du Québec d’obtenir un certificat de CPA et un permis d’exercice.

## Liste des State Boards of Accountancy
| Alabama              | Maryland         | Oklahoma        |
| Arkansas             | Massachusetts    | Oregon          |
| Californie           | Michigan         | Pennsylvanie    |
| Colorado             | Minnesota        | Caroline du Sud |
| Delaware             | Mississippi      | Dakota du Sud   |
| District of Columbia | Missouri         | Tennessee       |
| Floride              | Montana          | Texas           |
| Guam                 | Nebraska         | Utah            |
| Idaho                | Nevada           | Vermont         |
| Illinois             | New Hampshire    | Virginie        |
| Indiana              | New Jersey       | Washington      |
| Iowa                 | Nouveau-Mexique  | West Virginia   |
| Kansas               | New York         | Wisconsin       |
| Kentucky             | Caroline du Nord | Wyoming         |
| Louisiane            | North Dakota     |                 |
| Maine                | Ohio             |                 |

## Fellow de l’Ordre des comptables professionnels agréés du Québec
Le titre de Fellow, indiqué par les lettres FCPA, constitue une reconnaissance des réalisations de comptables agréés qui se sont illustrés par leur professionnalisme, ou qui ont témoigné d’un engagement remarquable dans les affaires de la profession ou dans leur communauté. Au Québec, 661 CPA se sont vu décerner le titre de FCPA.